# Municipio de Farmington (condado de Grant)
El municipio de Farmington (en inglés: Farmington Township) es un municipio ubicado en el condado de Grant en el estado estadounidense de Dakota del Sur. En el año 2010 tenía una población de 75 habitantes y una densidad poblacional de 1,32 personas por km².

## Geografía
El municipio de Farmington se encuentra ubicado en las coordenadas 45°15′39″N 97°4′19″O / 45.26083, -97.07194. Según la Oficina del Censo de los Estados Unidos, el municipio tiene una superficie total de 56.69 km², de la cual 56,55 km² corresponden a tierra firme y (0,24 %) 0,14 km² es agua.

## Demografía
Según el censo de 2010, había 75 personas residiendo en el municipio de Farmington. La densidad de población era de 1,32 hab./km². De los 75 habitantes, el municipio de Farmington estaba compuesto por el 96 % blancos, el 4 % eran amerindios. Del total de la población el 0 % eran hispanos o latinos de cualquier raza.